# Alphonso Davies
Alphonso Boyle Davies (Buduburam, 2000. november 2. –) ghánai származású kanadai válogatott labdarúgó, jelenleg a Bayern München játékosa, a világ egyik legjobb szélső védője. 2019-ben csatlakozott a német csapathoz, akkor MLS-rekordnak számító összegért.
Ő a legfiatalabb játékos az MLS és a kanadai válogatott történetében és egyben a nemzeti együttes legfiatalabb gólszerzője is. 2017 júniusában debütált a válogatottban, a Francia Guyana elleni Arany-kupa-meccsen, így ő lett a legfiatalabb kanadai válogatottban bemutatkozó és betaláló futballista, utóbbi Arany-kupa-rekordot is ért. Ő szerezte válogatottja első gólját a világbajnokságok történetében.

## Pályafutása

### Vancouver Whitecaps
Az Edmonton Internationals és az Edmonton Strikers csapatainál nevelkedett, majd 2015-ben csatlakozott a Vancouver Whitecaps akadémiájához. 2016 nyarán a felnőtt kerettel részt vett a nyári edzőtáborokban, majd csatlakozott a tartalék csapathoz. 15 évesen és 3 hónaposan az USL legfiatalabb játékosa lett, majd gólszerzője.
2016. június 2-án mutatkozott be a Kanadai bajnokságban az Ottawa Fury ellen. Július 15-én profi szerződést kötött a klubbal, ezzel az MLS harmadik legfiatalabbja lett, aki szerződést kötött a bajnokság történelmében. Másnap pályára lépett az Orlando City ellen és a második legfiatalabb debütáló lett a liga történelmében, Freddy Adu után. Szeptember 9-én a CONCACAF-bajnokok ligájában a Sporting Kansas City ellen az első profi gólját szerezte meg, ami ismét rekordnak számított.
Remek teljesítményére felfigyelt a Manchester United, a Chelsea és a Liverpool csapatai is. 2017-ben bekerült a világ 60 legtehetségesebb fiatal labdarúgói közé. 2018. március 5-én az MLS-ben szerezte meg az első gólját a Montreal Impact ellen, valamint gólpasszt adott Kei Kamarának. Június 10-én egy gólt szerzett és három gólpasszt jegyzett az Orlando City ellen 5–2-re megnyert mérkőzésen. A szezon végén Kanada legjobbjává választották és az MLS All Star-válogatottba is bekerült.

### Bayern München
2018. július 25-én a Bayer München hivatalos oldalán erősítette meg, hogy Davies a német klubnál folytatja pályafutását, 2023-ig kötelezte el magát a német rekordbajnoknál. 22 millió euróért költözik majd Németországba, ennyit még egyetlen játékosért sem fizettek az MLS 23 éves történetében. Novemberben tölti majd be 18. életévét, profi szerződést csak ezt követően írhat alá a Bayernnél, így 2019 januárjában csatlakozik új csapatában. 2019. január 12-én lépett először pályára új klubjában a Telekom-kupa döntőjében a Borussia Mönchengladbach ellen megnyert mérkőzésen. Január 27-én a bajnokságban is bemutatkozhatott a VfB Stuttgart ellen 4–1-re megnyert találkozó 86. percében Kingsley Coman cseréjeként. Március 17-én megszerezte első gólját a Mainz 05 ellen 6–0-ra megnyert bajnoki mérkőzésen. 18 évesn, 4 hónaposan és 15 naposan szerzett góljával ő lett a klub legfiatalabb gólszerzője, megelőzve Roque Santa Cruzt, valamint az első kanadai válogatott labdarúgó is. 2020 áprilisában az eredetileg 2023 júniusáig szóló szerződését két évvel, azaz 2025 nyaráig meghosszabbította. Május 26-án a Borussia Dortmund ellen 35.27 km/h-val futotta le Erling Haalandot. A 2019–2020-as idényé legjobb újoncának választották meg. Október 24-én az Eintracht Frankfurt elleni bajnoki mérkőzésen bokasérülést szenvedett, ami következtében legalább 6-8 hét kihagyásra számíthatott klubja. A Golden Boy-díj szavazásán a harmadik helyen végzett. Hazájában pedig 2018 után 2020-ban is megválasztották az év labdarúgójának, valamint 2020-ban ő lett az év sportolója is.

## A válogatottban
Annak ellenére, hogy ghánai és libériai származású többször is meghívták a korosztályos kanadai válogatottak edzőtáborába 2014 és 2015 között. 2016. március 17-én meghívták az U20-as válogatottba. Novemberben az U17-esek között edzőtáborban Jamaica ellen gólt szerzett. Ebben az évben megkapta az év U17-es korosztály év játékosa díjat.
2017. június 6-án hivatalosan letette a kanadai állampolgárságot, így jogosult lett a felnőtt válogatottban is pályára lépni. Június 17-én bemutatkozott a felnőttek között a Curaçaói labdarúgó-válogatott elleni felkészülési találkozón. Bekerült a 2017-es CONCACAF-aranykupára készülő 40 fős előzetes keretbe. Ezen a mérkőzésen 16 évesen a legfiatalabb debütáló játékosa lett a válogatott történelmének. Június 27-én bekerült az utazó 23 fős keretbe.
A torna első mérkőzésén Francia Guyana ellen duplázott, amivel csapata nyert és ő maga a torna történelmének a legfiatalabb labdarúgója lett. A csoportkör következő találkozóján a Costa Rica-i labdarúgó-válogatott ellen ismét eredményes volt. A torna befejeztével több díjat is kapott. 2021. március 30-án a Kajmán-szigetek ellen 11–0-ra megnyert 2022-es labdarúgó-világbajnokság-selejtező mérkőzésen duplázott.
A 2022-es világbajnokság első mérkőzésén kihagyott egy büntetőt, aminek következtében Kanada kikapott, de négy nappal később sikerült megszereznie válogatottjának első gólját a világbajnokságok történetében, Horvátország ellen, 67 másodperc után.

## Statisztika

### Klub
2022. november 3-i állapot szerint.
| Klub                   | Szezon           | Bajnokság           | Bajnokság | Bajnokság | Kupa  | Kupa  | Nemzetközi | Nemzetközi | Egyéb | Egyéb | Összesen | Összesen |
| Klub                   | Szezon           | Osztály             | Mérk.     | Gólok     | Mérk. | Gólok | Mérk.      | Gólok      | Mérk. | Gólok | Mérk.    | Gólok    |
| ---------------------- | ---------------- | ------------------- | --------- | --------- | ----- | ----- | ---------- | ---------- | ----- | ----- | -------- | -------- |
| Whitecaps FC 2         | 2016             | USL                 | 11        | 2         | —     | —     | —          | —          | 0     | 0     | 11       | 2        |
| Vancouver Whitecaps FC | 2016             | MLS                 | 8         | 0         | 4     | 0     | 3          | 1          | —     | —     | 15       | 1        |
| Vancouver Whitecaps FC | 2017             | MLS                 | 26        | 0         | 2     | 2     | 4          | 1          | 1     | 0     | 33       | 3        |
| Vancouver Whitecaps FC | 2018             | MLS                 | 31        | 8         | 2     | 0     | —          | —          | —     | —     | 33       | 8        |
| Vancouver Whitecaps FC | Összesen         | Összesen            | 65        | 8         | 8     | 2     | 7          | 2          | 1     | 0     | 81       | 12       |
| Bayern Munich II       | 2018–19          | Regionalliga Bayern | 3         | 0         | —     | —     | —          | —          | 2     | 0     | 5        | 0        |
| Bayern Munich II       | 2019–20          | 3. Liga             | 3         | 0         | —     | —     | —          | —          | —     | —     | 3        | 0        |
| Bayern Munich II       | Összesen         | Összesen            | 6         | 0         | —     | —     | —          | —          | 2     | 0     | 8        | 0        |
| Bayern München         | 2018–19          | Bundesliga          | 6         | 1         | 0     | 0     | 0          | 0          | —     | —     | 6        | 1        |
| Bayern München         | 2019–20          | Bundesliga          | 29        | 3         | 5     | 0     | 8          | 0          | 1     | 0     | 43       | 3        |
| Bayern München         | 2020–21          | Bundesliga          | 23        | 1         | 2     | 0     | 6          | 0          | 4     | 0     | 35       | 1        |
| Bayern München         | 2021–22          | Bundesliga          | 22        | 0         | 1     | 0     | 7          | 0          | 1     | 0     | 31       | 0        |
| Bayern München         | 2022–23          | Bundesliga          | 12        | 0         | 1     | 1     | 5          | 0          | 1     | 0     | 19       | 1        |
| Bayern München         | Összesen         | Összesen            | 92        | 5         | 9     | 1     | 25         | 0          | 7     | 0     | 133      | 6        |
| Karrier összesen       | Karrier összesen | Karrier összesen    | 174       | 15        | 17    | 3     | 32         | 2          | 10    | 0     | 233      | 20       |

### A válogatottban
2023. június 19. szerint.
| Kanada   | Kanada | Kanada |
| Évek     | Mérk.  | Gólok  |
| -------- | ------ | ------ |
| 2017     | 6      | 3      |
| 2018     | 3      | 0      |
| 2019     | 8      | 2      |
| 2020     | 0      | 0      |
| 2021     | 13     | 5      |
| 2022     | 7      | 3      |
| 2023     | 7      | 2      |
| 2024     | 9      | 0      |
| Összesen | 53     | 15     |

### Válogatott góljai
2022. november 27-i állapotnak megfelelően.

| #  | Dátum                | Helyszín                                                   | Ellenfél         | Gól | Eredmény | Esemény                                        |
| -- | -------------------- | ---------------------------------------------------------- | ---------------- | --- | -------- | ---------------------------------------------- |
| 1  | 2017. július 7.      | Red Bull Arena, Harrison, Egyesült Államok                 | Francia Guyana   | 3–0 | 4–2      | 2017-es CONCACAF-aranykupa                     |
| 2  | 2017. július 7.      | Red Bull Arena, Harrison, Egyesült Államok                 | Francia Guyana   | 4–2 | 4–2      | 2017-es CONCACAF-aranykupa                     |
| 3  | 2017. július 11.     | BBVA Compass Stadion, Houston, Egyesült Államok            | Costa Rica       | 1–0 | 1–1      | 2017-es CONCACAF-aranykupa                     |
| 4  | 2019. szeptember 10. | Truman Bodden Sports Complex, George Town, Kajmán-szigetek | Kuba             | 1–0 | 1–0      | 2019–2020-as CONCACAF-nemzetek ligája (A liga) |
| 5  | 2019. október 15.    | BMO Field, Toronto, Kanada                                 | Egyesült Államok | 1–0 | 2–0      | 2019–2020-as CONCACAF-nemzetek ligája (A liga) |
| 6  | 2021. március 29.    | IMG Academy, Bradenton, Egyesült Államok                   | Kajmán-szigetek  | 4–0 | 11–0     | 2022-es labdarúgó-világbajnokság-selejtező     |
| 7  | 2021. március 29.    | IMG Academy, Bradenton, Egyesült Államok                   | Kajmán-szigetek  | 9–0 | 11–0     | 2022-es labdarúgó-világbajnokság-selejtező     |
| 8  | 2021. június 5.      | IMG Academy, Bradenton, Egyesült Államok                   | Aruba            | 5–0 | 7–0      | 2022-es labdarúgó-világbajnokság-selejtező     |
| 9  | 2021. június 8.      | SeatGeek Stadion, Bridgeview, Egyesült Államok             | Suriname         | 1–0 | 4–0      | 2022-es labdarúgó-világbajnokság-selejtező     |
| 10 | 2021. október 13.    | BMO Field, Toronto, Kanada                                 | Panama           | 2–1 | 4–1      | 2022-es labdarúgó-világbajnokság-selejtező     |
| 11 | 2022. június 9.      | BC Place, Vancouver, Kanada                                | Curaçao          | 1–0 | 4–0      | 2022–2023-as CONCACAF-nemzetek ligája          |
| 12 | 2022. június 9.      | BC Place, Vancouver, Kanada                                | Curaçao          | 3–0 | 4–0      | 2022–2023-as CONCACAF-nemzetek ligája          |
| 13 | 2022. november 27.   | Halífa Nemzetközi Stadion, al-Rajján, Katar                | Horvátország     | 1–0 | 1–4      | 2022-es VB                                     |
| 14 | 2023. június 16.     | Allegiant Stadion, Paradise, Amerikai Egyesült Államok     | Panama           | 2–0 | 2–0      | 2022–2023-as CONCACAF-nemzetek ligája          |
| 15 | 2023. november 21.   | BMO Field, Toronto, Kanada                                 | Jamaica          | 1–0 | 2–3      | 2023–2024-es CONCACAF-nemzetek ligája          |

## Sikerei, díjai

### Klub
- Bayern München
  - Német bajnok (2): 2018–19, 2019–20
  - Német kupa (2): 2018–19, 2019–20
  - Német szuperkupa (1): 2020
  - Bajnokok ligája (1): 2019–20[54]
  - UEFA-szuperkupa (1): 2020[55]

### Egyéni
- Az év kanadai U17-es labdarúgója: 2016,[43] 2017[56]
- CONCACAF-aranykupa – Legjobb fiatal játékosa: 2017[57]
- CONCACAF-aranykupa – Gólkirálya: 2017[58]
- CONCACAF-aranykupa – All-Star csapatának tagja: 2017[58]
- MLS All-Star-díj: 2018[59]
- Vancouver Whitecaps – Az év játékosa: 2018[60]
- Vancouver Whitecaps – Az év gólja: 2018[60]
- Az év kanadai labdarúgója: 2018,[61] 2020[62]
- Bundesliga – Hónap Tehetsége: 2020 május[63]
- Bundesliga – A szezon újonca: 2019–20[64]
- Bajnokok ligája – A szezon kerete: 2019–20[65]
- Bajnokok ligája – A szezon 2. legjobb hátvédje: 2019–20[66]
- IFFHS év férfi csapatának tagja: 2020[67]
- Lou Marsh-díj: 2020[68]
- FIFA FIFPro World XI: 2020[69][70]